# محمد عبد الله مازدا
المدرب محمد عبد الله أحمد الملقب باسم مازدا لاعب دولي سابق، وهو من أشهر لاعبي كرة القدم في أفريقيا وحاصل على شهادات أكاديمية عالية في مجال كرة القدم وأكثر المدربين استمراراً مع منتخب السودان.
.
لعب لنادي المريخ في سبعينات القرن الماضي وكان يلعب في خانة المهاجم ويعد من أميز من مر على خانة الهجوم في المريخ والمنتخب الوطني السوداني. كما يمتاز بإجادته للغات الإنجليزية والألمانية بالإضافة إلى العربية.
وعمل أيضا مساعداً لمدرب المريخ الالمانى هورست في العام 1989 وحاز معه على لقب كاس الكؤوس الأفريقية اللقب أول في أفريقيا آنذاك ثم عاد وعمل مساعداً لمدرب المريخ الألماني أوتو فيستر ووصل معه إلى نهائي كأس الكونفدرالية للاتحاد الأفريقي ثم تولى تدريب المريخ لفترة بعد رحيل أوتوفيستر ثم عمل أيضا مساعداً للمدرب الألماني مايكل كروغر مدرب المريخ السوداني السابق
.
■تدريب المنتخب السودانى:
الآن هو المدرب الرسمى للمنتخب السودانى ورغم وصوله للنهائيات الافريقيه بعد غيبه طويله لمنتخب السودان.الا انه لازمه السخط الكبير من الجمهور في اغلب اوقات تدريبه لعدم توفقه في كثير من المباريات في فتره طويله درب المنتخب الأول ولم يكن هنالك سوى اشراقات بسيطه تمثلت في صعوده للنهائيات وخروجه بالباب الكبير بهذائم مذله.
كما في فترته اشتهرت هذائمه بميزه غريبه وهي الخسارة بثلاث اهداف كانت السمة الملازمة له.
وايضا في عهده هي أكثر فتره تلقى المنتخب السودانى فيها هذائم بالجملة والغريب رغم السخط الشديد عليه فما كان منه الا التمسك القوى وعدم التنازل أو تقديم استقالته من تدريب المنتخب السودانى في اصرار عجيب.